# Arthroleptis schubotzi
Arthroleptis schubotzi es una especie de anfibios de la familia Arthroleptidae.
Habita en Burundi, la República Democrática del Congo, Ruanda, Tanzania y Uganda.
Sus hábitats naturales incluyen montanos secos tropicales o subtropicales, sabanas secas, jardines rurales y zonas antiguamente boscosas ahora degradadas.
Está amenazada de extinción por la pérdida de su hábitat natural.